# Alyssa Diaz
Pour les articles homonymes, voir Diaz.
Alyssa Elaine Diaz, née le 7 septembre 1985 à Northridge en Californie, est une actrice américaine d'origine colombienne et mexicaine.

## Biographie
Elle a un frère prénommé Mickael et est diplômée de la Bishop Alemany High School.

### Carrière
Elle a fait des apparitions dans des séries comme Southland, Les Experts, Bones et Lie to Me et un rôle récurrent dans The Nine Lives of Chloe King. Elle a également joué dans des films tels que Ben 10: Alien Swarm et How The Garcia Girls Spent Their Summer.
Depuis 2018 elle tient un rôle principal dans la série d'ABC The Rookie : le flic de Los Angeles. Elle y incarne Angela Lopez, un agent de police (qui devient  enquêtrice) au sein de la brigade de Mid Wilshire à Los Angeles.

### Vie privée
Elle est fiancée au chanteur et compositeur Gustavo Galindo. Le 28 décembre 2020, elle a annoncé sur son Instagram qu'ils étaient devenus parents d'un petit garçon. Sa grossesse a été inscrite dans le scénario de son personnage dans la série The Rookie.

## Filmographie

### Cinéma
- 2004 : Wednesday Afternoon (Court-métrage) : Gisella
- 2004 : Echoes (court-métrage) : Jackie
- 2005 : How the Garcia Girls Spent Their Summer : Rose
- 2008 : Oh Baby! : Maria
- 2009 : Ben 10: Alien Swarm : Elena Validus
- 2010 : The Jensen Project : Samantha/Sam
- 2011 : Shark 3D : Maya
- 2012 : L'Aube rouge (Red Dawn) : Julie
- 2012 : American Citizen (Court-métrage) : Giselle Castellanos

### Télévision
- 2001 : The Brothers Garcia (en) (série télévisée) : Mary Lee
- 2002 : American Family (série télévisée) : Alicia
- 2004 : Les Experts : Miami (CSI: Miami) (série télévisée) : Chelsea Lopez
- 2005 : As the World Turns (série télévisée) : Celia Ortega
- 2006 : Sixty Minute Man (Téléfilm) : Brogie
- 2006 : The Unit : Commando d'élite (série télévisée) : Dolores
- 2008 : Greek : Chrissy Snow
- 2009 : Three Rivers (série télévisée) : Christy
- 2009 : Les Experts : Manhattan (CSI: Manhattan) (série télévisée) : Tracy James
- 2009 : Southland (série télévisée) : Mercedes Moretta
- 2009 : Valentine (série télévisée) : Wendy Rojas
- 2010 : Les génies contre-attaquent (The Jensen Project) (Téléfilm) : Samantha
- 2010 : Lie to Me (série télévisée) : Ava Torres
- 2011 : Ben 10: Ultimate Alien (téléfilm) : Elena Validus
- 2011 : Los Angeles, police judiciaire (Law & Order: Los Angeles) (série TV) : Malia Gomez
- 2011 : The Nine Lives of Chloe King (série TV) : Jasmine
- 2011 : La Diva du divan (Necessary Roughness) (série TV) : Tallis Long
- 2012 : Revolution (série TV) : Mia Clayton
- 2012 : Vampire Diaries (Série TV) : Kimberly
- 2012 - 2013 : American Wives (série TV) : Gloria Cruz
- 2014 : The Last Ship (série TV) : Quartermaster Rios
- 2014 : The Bridge (Série TV) : Lucy
- 2014 : Grimm (série TV) : Belem Hoyos
- 2015 : Lucifer : Dani (saison 1 épisode 5)
- 2015 - 2020 : Ray Donovan (série TV) : Teresa
- 2016 - 2017 : Zoo : Dariela Marzan (principale depuis la saison 2)
- 2016 : Bones : Kerry Napoli
- 2016 : Murder : Daniela (3x06)
- 2016 : L'arme fatale (série télévisée) : Hannah (1x09)
- depuis 2018 : The Rookie : Le Flic de Los Angeles (The Rookie) : Angela Lopez
- 2018 : Narcos: Mexico : Mika Camarena
- 2019 : NCIS : Los Angeles : Jasmine Garcia
- 2022 : Ray Donovan: The Movie (téléfilm) de David Hollander : Teresa
- 2022 : The Rookie: Feds : Angela Lopez

## Voix françaises
En France
| - Jessica Monceau dans (les séries télévisées) : - Vampire Diaries - American Wives - Ray Donovan - The Rookie : Le Flic de Los Angeles - NCIS : Los Angeles - Ray Donovan: The Movie (téléfilm) | et aussi - Marie-Eugénie Maréchal dans Lie to Me (série télévisée) - Geneviève Doang dans Three Rivers (série télévisée) - Laura Blanc dans Southland (série télévisée) - Aurore Bonjour dans Shark 3D - Laetitia Lefebvre dans Narcos: Mexico (série télévisée) |